# Hujagal, Magadi
Hujagal là một làng thuộc tehsil Magadi, huyện Ramanagara, bang Karnataka, Ấn Độ.